# Ichnanthus tarumanensis
Ichnanthus tarumanensis là một loài thực vật có hoa trong họ Hòa thảo. Loài này được G.A.Black & Fróes mô tả khoa học đầu tiên năm 1950.